# Life's What You Make It (canção de Hannah Montana)
"Life's What You Make It" é o quarto single do cd Hannah Montana 2: Meet Miley Cyrus. Estreou na Rádio Disney no dia 9 de junho de 2007. Também foi realizado no concerdo dos Disney Channel Games 2007. Existe um vídeo musical promocional oficial da canção, disponível no sítio do Disney Channel. Um vídeo musical promocional foi desempenhado durante os comerciais no Disney Channel. Mostrava o concerto do Disney Channel Games 2007, e alguns clipes de Miley e o elenco de Hannah Montana se divertindo no Walt Disney World's Magic Kingdom. "Life's What You Make It" chegou ao seu máximo nível no número #7 na lista de iTunes Top Songs.
A canção estreou no número #25 do Billboard Hot 100 em julho de 2007, na mesma semana em que Hannah Montana 2: Meet Miley Cyrus estreou como álbum número um. A canção foi a maior posição de lançamento de uma música de Hannah depois de He Could Be The One..
Na versão final da música como foi ouvido em Hannah Montana 2, a guitarra se modifica de acordo com as versões anteriores.
Um DVD entitualdo Life's What You Make It foi realizado em 9 de outubro de 2007.

## Vídeo musical
O vídeo muscial de Life's What You Make It foi filmado em 14 de novembro de 2006 em Anaheim, Califórnia.
O vídeo começa quando Hannah sai detrás de uma cortina dizendo "Aplaudam juntos!", paea entonar a canção e dar uam pequena coreografia, logo abaixam a s escadas junto a suas bailarinas ao ritmo da canção e logo começa uma coreografia mais elaborada para logo recorrer ao cenário B interagindo com o público, finaliza com papéis picados voando por todas as partes e Hannah abraçando sua bailarina. O vídeo é o primeiro cronologicamente.

## Posições
| Chart (2008)                     | Posição position |
| -------------------------------- | ---------------- |
| Billboard Hot 100                | 25               |
| U.S. Billboard Hot Digital Songs | 14               |
| U.S. Billboard Pop 100           | 24               |